# Tetragnatha subclavigera
Tetragnatha subclavigera là một loài nhện trong họ Tetragnathidae.
Loài này thuộc chi Tetragnatha. Tetragnatha subclavigera được Embrik Strand miêu tả năm 1907.